# Dongo (Italië)
Dongo is een comune in de Italiaanse provincie Como in de regio Lombardije. Het ligt 70 km ten noorden van Milaan en ongeveer 40 km ten noordoosten van Como. Op 31 december 2005 telde Dongo 3480 inwoners en een oppervlakte van 7,5 km².
In Dongo speelde zich op 27 april 1945 het laatste bedrijf van het fascisme af met de gevangenneming van de groep Mussolini. Benito Mussolini, zijn geliefde Clara Petacci en vijftien ministers werden hier gevangengenomen. De volgende dag werden Mussolini en  Petacci gefusilleerd. Dat gebeurde in Giulino di Mezzegra, twintig kilometer zuidelijker aan het Comomeer. 
Dongo heeft de volgende buurgemeenten: Colico, Garzeno, Gravedona ed Uniti, Musso, Pianello del Lario, Stazzona.